# Drenți, Șumen
Drenți (în bulgară Дренци) este un sat în comuna Veneț, regiunea Șumen,  Bulgaria. 

## Demografie
Componența etnică a satului Drenți
     Turci (78,89%)
     Bulgari (1,73%)
     Nicio identificare (19,37%)
     Altele (0%)
La recensământul din 2011, populația satului Drenți era de 289 locuitori. Din punct de vedere etnic, majoritatea locuitorilor (78,89%) erau turci, cu o minoritate de bulgari (1,73%). Pentru 19,37% din locuitori nu este cunoscută apartenența etnică.